# Viseči most Conwy
Viseči most Conwy je struktura na seznamu zaščite I. stopnje in je eden prvih cestnih visečih mostov na svetu. Stoji v srednjeveškem mestu Conwy v okrožju Conwy v severnem Walesu in je zdaj namenjen samo pešcem. Za most zdaj skrbi National Trust. Prvotno je po njem vodila cesta A55(T) od Chesterja do Bangorja.

## Zgodovina
99,5 metrov dolgviseči most, ki ga je zgradil Thomas Telford, se razteza čez reko Conwy poleg gradu Conwy, ki je del Unescove svetovne dediščine. Most je bil zgrajen v letih 1822–1826 po ceni 51.000 funtov (kar ustreza 4.701.000 dolarjev leta 2019) in je nadomestil trajekt na isti točki. Je v istem slogu kot eden od drugih mostov v Telfordu, viseči most Menai, ki prečka ožino Menai. Prvotni leseni krov je bil v poznem 19. stoletju nadomeščen z železnim voziščem, leta 1903 pa so ga utrdili z dodajanjem žičnih kablov nad prvotne železne verige. Naslednje leto so dodali 1,8 m hodnik za promet pešcev. Most je nadomestil nov cestni most, ki so ga zgradili ob njem in ga zaprli 13. decembra 1958, ko je Henry Brooke, minister za valižanske zadeve, izvedel otvoritveno slovesnost novega mostu. Viseči most se zdaj uporablja samo kot brv in je od leta 1965 v lasti Nacionalnega sklada, ki zaračunava majhno pristojbino za vstop.

## Opis
Telford je zasnoval most, da se ujema s sosednjim gradom Conwy. Mostna plošča je obešena s štirimi nivoji po dve verigi (peti nivo je bil dodan pozneje), ki se prenašajo čez zobata stolpa, ki imata osrednji lok nad cesto z mašikulo. Verige so zasidrane na vzhodni strani reke s kamnitim in betonskim podstavkom, tiste na zahodni strani pa so zasidrane na vzhodni barbakan gradu in skalno podlago. Del gradu so morali med gradnjo porušiti, da so pritrdili viseče kable.